# Cisteína proteasas
Las cisteína proteasas, también conocidas como tiol proteasas, son sustancias raras.
Descubierta por Gopal Chunder Roy en 1873, la primera proteasa de cisteína que se aisló y caracterizó fue la papaína, obtenida de la Carica papaya. Las proteasas de cisteína se encuentran comúnmente en frutas como la papaya, la piña, el higo y el kiwi. La proporción de proteasas tiende a ser mayor cuando la fruta no está madura. De hecho, se sabe que docenas de látices de diferentes familias de plantas contienen cisteína proteasas. Las proteasas de cisteína se utilizan como ingrediente en los ablandadores de la carne.

## Clasificación
El sistema de clasificación de proteasas MEROPS cuenta con 14 superfamilias más varias familias actualmente no asignadas (a partir de 2013), cada una de las cuales contiene muchas familias . Cada superfamilia usa la tríada o díada catalítica en un pliegue de proteína diferente y, por lo tanto, representa la evolución convergente del mecanismo catalítico .
En el caso de las superfamilias, P indica una superfamilia que contiene una mezcla de familias de clases de nucleófilos, y C indica las proteasas puramente de cisteína. Dentro de cada superfamilia, las familias se designan por su nucleófilo catalítico (C denota proteasas de cisteína).
| Superfamilia | Familias | Ejemplo |
| ------------ | --- | --- |
| CA           | C1, C2, C6, C10, C12, C16, C19, C28, C31, C32, C33, C39, C47, C51, C54, C58, C64, C65, C66, C67, C70, C71, C76, C78, C83, C85, C86, C87, C93, C96, C98, C101 | Papaína (Carica papaya),[3] bromelanina (Ananas comosus), Catepsina K (Hepaticophyta)[4] y calpaína (Homo sapiens)[5] |
| CD           | C11, C13, C14, C25, C50, C80, C84 | Caspasa-1 (Rattus norvegicus) y separase (Saccharomyces cerevisiae)                                                   |
| CE           | C5, C48, C55, C57, C63, C79 | Adenina (adenovirus humano tipo 2 )                                                                                   |
| CF           | C15 | Piroglutamil-peptidasa I (Bacillus amyloliquefaciens)                                                                 |
| CL           | C60, C82 | Sortasa A (Staphylococcus aureus)                                                                                     |
| CM           | C18 | Peptidasa 2 del virus de la hepatitis C (virus de la hepatitis C)                                                     |
| CN           | C9 | Peptidasa nsP2 del tipo del virus Sindbis (virus Sindbis)                                                             |
| CO           | C40 | Dipeptidil-peptidasa VI (Lysinibacillus sphaericus)                                                                   |
| CP           | C97 | Peptidasa DeSI-1 (Mus musculus)                                                                                       |
| PA           | C3, C4, C24, C30, C37, C62, C74, C99 | Proteasa TEV (virus del grabado del tabaco)                                                                           |
| PB           | C44, C45, C59, C69, C89, C95 | Precursor de la amidofosforibosiltransferasa (Homo sapiens)                                                           |
| PC           | C26, C56 | Gamma-glutamil hidrolasa (Rattus norvegicus)                                                                          |
| PD           | C46 | Proteína Hedgehog (Drosophila melanogaster)                                                                           |
| PE           | P1 | DmpA aminopeptidasa (Ochrobactrum anthropi)                                                                           |
| Sin asignar  | C7, C8, C21, C23, C27, C36, C42, C53, C75 | |

## Mecanismo catalítico

Mecanismo de reacción de la escisión mediada por cisteína proteasa de un enlace peptídico.

El primer paso en el mecanismo de reacción por el que las cisteína proteasas catalizan la hidrólisis de los enlaces peptídicos es la desprotonación de un tiol en el sitio activo de la enzima por un aminoácido adyacente con una cadena lateral básica, normalmente un residuo de histidina. El siguiente paso es el ataque nucleofílico del azufre aniónico de la cisteína desprotonada sobre el carbono carbonilo del sustrato. En este paso, se libera un fragmento del sustrato con un extremo amino, el residuo de histidina de la proteasa se restablece a su forma desprotonada y se forma un intermedio de tioéster que une el nuevo carboxi-terminal del sustrato con el tiol de la cisteína. Por lo tanto, a veces también se denominan tiol proteasas. El enlace tioéster se hidroliza posteriormente para generar una fracción de ácido carboxílico en el fragmento de sustrato restante, al tiempo que se regenera la enzima libre.

## Importancia biológica
Las cisteína-proteasas desempeñan papeles multifacéticos, prácticamente en todos los aspectos de la fisiología y el desarrollo. En las plantas son importantes en el crecimiento y el desarrollo y en la acumulación y movilización de proteínas de almacenamiento, como en las semillas. Además, participan en las vías de señalización y en la respuesta al estrés biótico y abiótico. En los seres humanos y otros animales, son responsables de la senescencia y la apoptosis (muerte celular programada), de las respuestas inmunitarias de clase II del CMH, del procesamiento de prohormonas y de la remodelación de la matriz extracelular, importante para el desarrollo de los huesos. La capacidad de los macrófagos y otras células para movilizar cisteína proteasas elastolíticas a sus superficies en condiciones especializadas también puede conducir a la degradación acelerada del colágeno y la elastina en los sitios de inflamación en enfermedades como la aterosclerosis y el enfisema. Varios virus (como el de la poliomielitis y el de la hepatitis C) expresan todo su genoma como una única poliproteína masiva y utilizan una proteasa para escindirlo en unidades funcionales (por ejemplo, la proteasa del virus del grabado del tabaco).

## Regulación
Las proteasas suelen sintetizarse en forma de grandes proteínas precursoras denominadas zimógenos, como los precursores de la serina proteasa tripsinógeno y quimotripsinógeno, y el precursor de la proteasa aspártica pepsinógeno. La proteasa se activa mediante la eliminación de un segmento o proteína inhibidora. La activación se produce una vez que la proteasa llega a un compartimento intracelular específico (por ejemplo, el lisosoma) o a un entorno extracelular (por ejemplo, el estómago). Este sistema impide que la célula que produce la proteasa sea dañada por ella.
Los inhibidores de la proteasa suelen ser proteínas con dominios que entran o bloquean el sitio activo de la proteasa para impedir el acceso del sustrato. En la inhibición competitiva, el inhibidor se une al sitio activo, impidiendo así la interacción enzima-sustrato. En la inhibición no competitiva, el inhibidor se une a un sitio alostérico, que altera el sitio activo y lo hace inaccesible al sustrato.
Los ejemplos de inhibidores de proteasa incluyen:
- Serpins
- Stefins
- IAP

## Usos

### Productos farmacéuticos potenciales
En la actualidad no existe un uso generalizado de las cisteína proteasas como antihelmínticos aprobados y eficaces, pero la investigación sobre el tema es un campo de estudio prometedor. Se ha comprobado que las cisteinproteasas vegetales aisladas de estas plantas tienen una elevada actividad proteolítica que permite digerir las cutículas de los nematodos, con una toxicidad muy baja. Se han obtenido resultados satisfactorios contra nematodos como Heligmosomoides bakeri, Trichinella spiralis, Nippostrongylus brasiliensis, Trichuris muris y Ancylostoma ceylanicum; la tenia Rodentolepis microstoma y el parásito acantocéfalo porcino Macracanthorynchus hirundinaceus. Una propiedad útil de las proteasas de cisteína es la resistencia a la digestión ácida, lo que permite una posible administración oral. Proporcionan un mecanismo de acción alternativo a los antihelmínticos actuales y se cree que el desarrollo de resistencia es poco probable porque requeriría un cambio completo de la estructura de la cutícula del helminto.
En varias medicinas tradicionales, los frutos o el látex de la papaya, la piña y el higo se utilizan ampliamente para el tratamiento de las infecciones por gusanos intestinales tanto en humanos como en ganado .

### Otro
Las proteasas de cisteína se utilizan como aditivos alimentarios para el ganado para mejorar la digestibilidad de las proteínas y los aminoácidos